# Pietro Arduino
Pietro Arduino (né le 18 juillet 1728 à Caprino Veronese et mort le 13 avril 1805  à Padoue) est un botaniste italien du XVIIIe siècle.

## Biographie
Issu d’une famille assez pauvre, Pietro Arduino étudie à Vérone auprès du Français Jean-François Séguier, alors en résidence chez Scipion Maffei. Séguier, qui remarque les dons d’Arduino, le recommande au directeur du jardin botanique de Padoue, Giulio Pontedera. Ce dernier accueille alors Arduino comme jardinier. Après la mort de Pontedera en 1757, Arduino prend la direction du jardin, mais avec le simple titre de gardien, dénomination qui est créée spécialement pour l’occasion. En 1760, Giovanni Marsili (it) est nommé directeur du jardin botanique.
En 1765, Pietro Arduino est nommé professeur d’agriculture et directeur du jardin agricole de Padoue, première institution de ce type en Italie.
Arduino entretient une importante correspondance avec les botanistes de son temps et notamment Carl von Linné. Il participe à l’introduction en Italie de la nomenclature linnéenne.

## Famille
Pietro Arduino est le frère du géologue Giovanni Arduino (en) et le père de Luigi Arduino (de), agronome.

## Œuvres

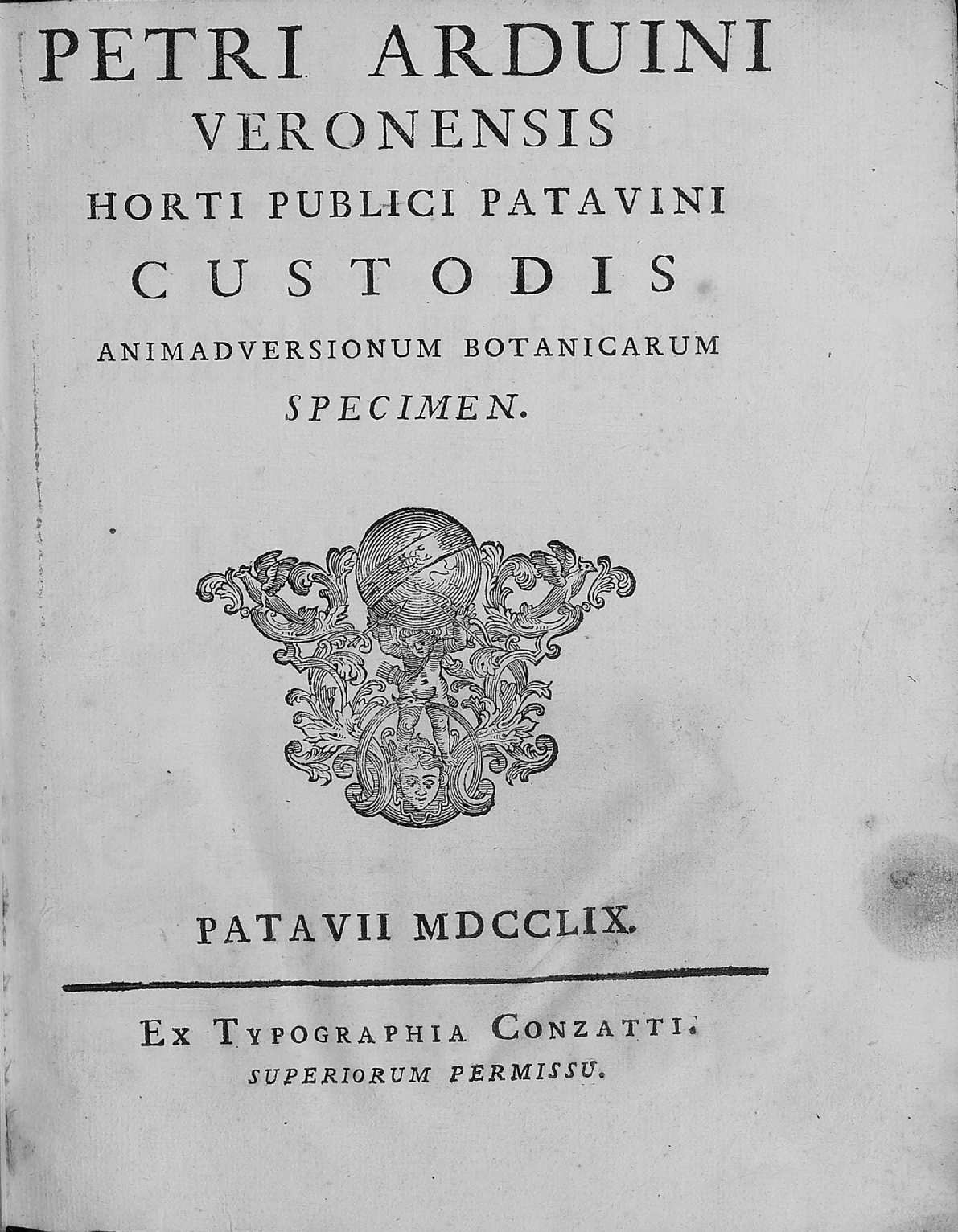
Animadversionum botanicarum specimen, 1759

- Animadversionum botanicarum specimen ; 1759-1764
  - (it) Pietro Arduino, Animadversionum botanicarum specimen, Padua, Patavii : Ex typographia Conzatti, 1759, XXVIII (lire en ligne)
  - (it) Pietro Arduino, Animadversionum botanicarum specimen alterum, vol. 1, Venecia, Venetiis : Ex Typographia Sansoniana, 1764, XLII (lire en ligne)
- Memorie di osservazioni e di sperienze sopra la cultura e gli usi di varie plante ; 1766